# Норт-Іст (Пенсільванія)
Норт-Іст (англ. North East) — місто (англ. borough) в США, в окрузі Ері штату Пенсільванія. Населення — 4106 осіб (2020).

## Географія
Норт-Іст розташований за координатами 42°12′48″ пн. ш. 79°50′0″ зх. д. / 42.21333° пн. ш. 79.83333° зх. д. (42.213367, -79.833351).  За даними Бюро перепису населення США в 2010 році місто мало площу 3,37 км², уся площа — суходіл.

## Демографія
Згідно з переписом 2010 року, у селищі мешкали 4294 особи в 1719 домогосподарствах у складі 1102 родин. Густота населення становила 1272 особи/км².  Було 1815 помешкань (538/км²).
Расовий склад населення:
| - 97,2 % — білих - 1,0 % — чорних або афроамериканців - 0,3 % — азіатів - 0,1 % — корінних американців |

До двох чи більше рас належало 1,0 %. Частка іспаномовних становила 2,1 % від усіх жителів.
За віковим діапазоном населення розподілялося таким чином: 25,8 % — особи молодші 18 років, 59,5 % — особи у віці 18—64 років, 14,7 % — особи у віці 65 років та старші. Медіана віку мешканця становила 36,7 року. На 100 осіб жіночої статі у селищі припадало 96,3 чоловіків;  на 100 жінок у віці від 18 років та старших — 92,5 чоловіків також старших 18 років.
Середній дохід на одне домашнє господарство  становив 52 981 долар США (медіана — 45 889), а середній дохід на одну сім'ю — 59 912 долари (медіана — 54 023). Медіана доходів становила 48 542 долари для чоловіків та 29 607 доларів для жінок. За межею бідності перебувало 18,0 % осіб, у тому числі 27,8 % дітей у віці до 18 років та 10,7 % осіб у віці 65 років та старших.
Цивільне працевлаштоване населення становило 1851 особа. Основні галузі зайнятості: виробництво — 22,3 %, освіта, охорона здоров'я та соціальна допомога — 20,2 %, роздрібна торгівля — 14,2 %.